# Российское минералогическое общество
Российское минералогическое общество (РМО) — общероссийская общественная организация, добровольное научно-общественное объединение специалистов, ведущих исследования в области минералогии и геолого-минералогических наук. Работа Общества направлена на содействие развитию в России фундаментальных и прикладных направлений наук о Земле.

## История
7 (19) января 1817 в Михайловском замке на квартире Л. И. Панснера состоялось учредительное собрание Общества. В нём участвовали 33 учредителя общества.

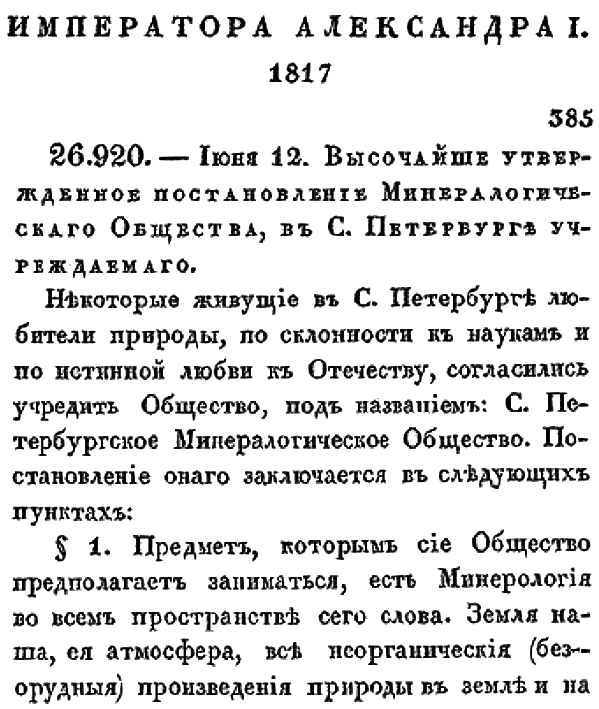
Указ № 26.920 от 1817 года

Официально образование общества и его устав были утверждены указом Александра I № 26.920 от 12 (24) июня 1817 года. Указ содержал следующее положение.

«Предмет, которым сие Общество предполагает заниматься, есть Минералогия во всём пространстве сего слова. Земля наша, её атмосфера, все неорганические (не рудные) произведения природы в земле и на поверхности оной находящиеся, приведение в систематический порядок сих тел, а потому и точное испытание их свойств, многоразличных отношений и действий одних на другие и взаимных соединений, действительное и даже возможное употребление и испытание средств к достижению сей последней цели, собирание и сообщение новых открытий иностранных земель и примечаний о Минералогических сочинениях, суть существенные предметы созерцания и обрабатывания Общества.»
Общество является старейшим в России минералогическим обществом.
- В 1991—2004 годах РМО находилось в ведении Российской академии наук.
- С 2004 года Общество является общероссийской общественной организацией.

В период становления Минералогического общества был создан «Минеральный кабинет», превратившийся впоследствии в музей минералов, горных пород и полезных ископаемых, коллекции которого позже были переданы в Санкт-Петербургский горный институт, который с 1869 года является местом пребывания президиума и библиотеки общества.

### Исторические названия Общества

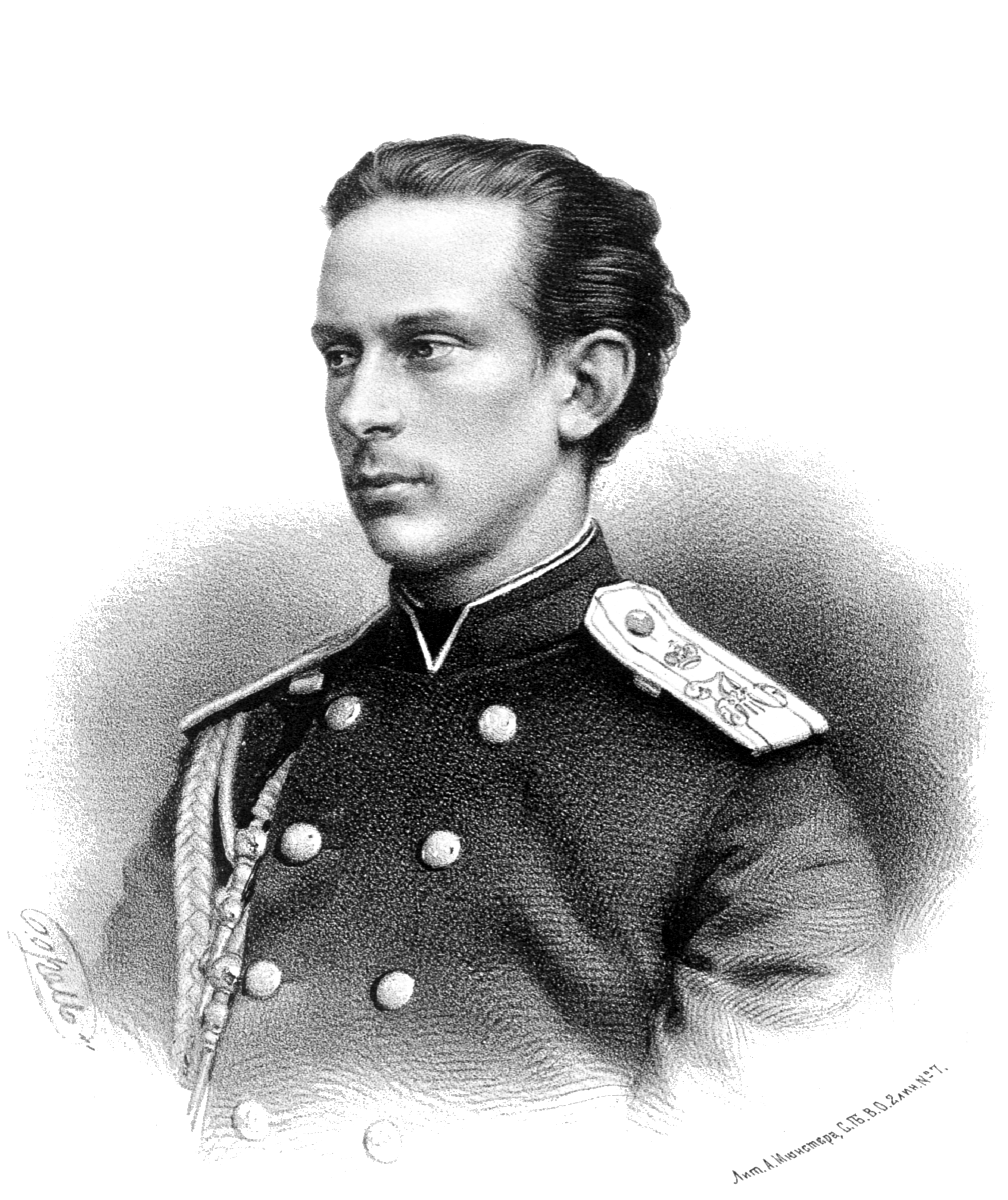
Князь Н. М. Романовский. Президент общества, 1867

- с 1817 — Санкт-Петербургское минералогическое общество (СПб Мин. об-во)
- с 1864 — Императорское Санкт-Петербургское минералогическое общество (Имп. СПб Мин. об-во)
- с 1919 — Российское минералогическое общество (РМО)
- с 1933 — Всесоюзное минералогическое общество (ВМО)
- с 1993 — Минералогическое общество при Российской академии наук (МО РАН, или РМО)
- с 2004 — Российское минералогическое общество (РМО)[4]

### Руководство
Президенты общества
- Борис Иванович Фитингоф (1817—1824 гг.),
- Александр Григорьевич Строганов (1824—1844 гг.),
- Анатолий Николаевич Демидов (1844—1865 гг.),

члены царской фамилии
- Николай Максимилианович, 4-й герцог Лейхтенбергский (1865—1890 гг.),
- Евгения Максимилиановна Ольденбургская (1891—1917 гг.).

Директора:
- 1817 — Лаврентий Иванович Панснер
- 1827 — Милиус, Карл Иванович
- 1827 — Зембницкий, Яким Григорьевич
- 1842 — Куторга, Степан Семёнович
- 1861 — Гофман, Эрнст Карлович
- 1865 — Кокшаров, Николай Иванович
- 1892 — Еремеев, Павел Владимирович
- 1899 — Карпинский, Александр Петрович

Председатели:
- 1937 — Герасимов, Александр Павлович
- 1945 — Смирнов, Сергей Сергеевич
- 1947 — Заварицкий, Александр Николаевич
- 1952 — Николаев, Владимир Александрович
- 1960 — Бетехтин, Анатолий Георгиевич
- 1962 — Татаринов, Павел Михайлович

Президенты:
- 1987 — Рундквист, Дмитрий Васильевич
- 2015 — Марин, Юрий Борисович
- 2021 — Кривовичев, Сергей Владимирович

## Деятельность

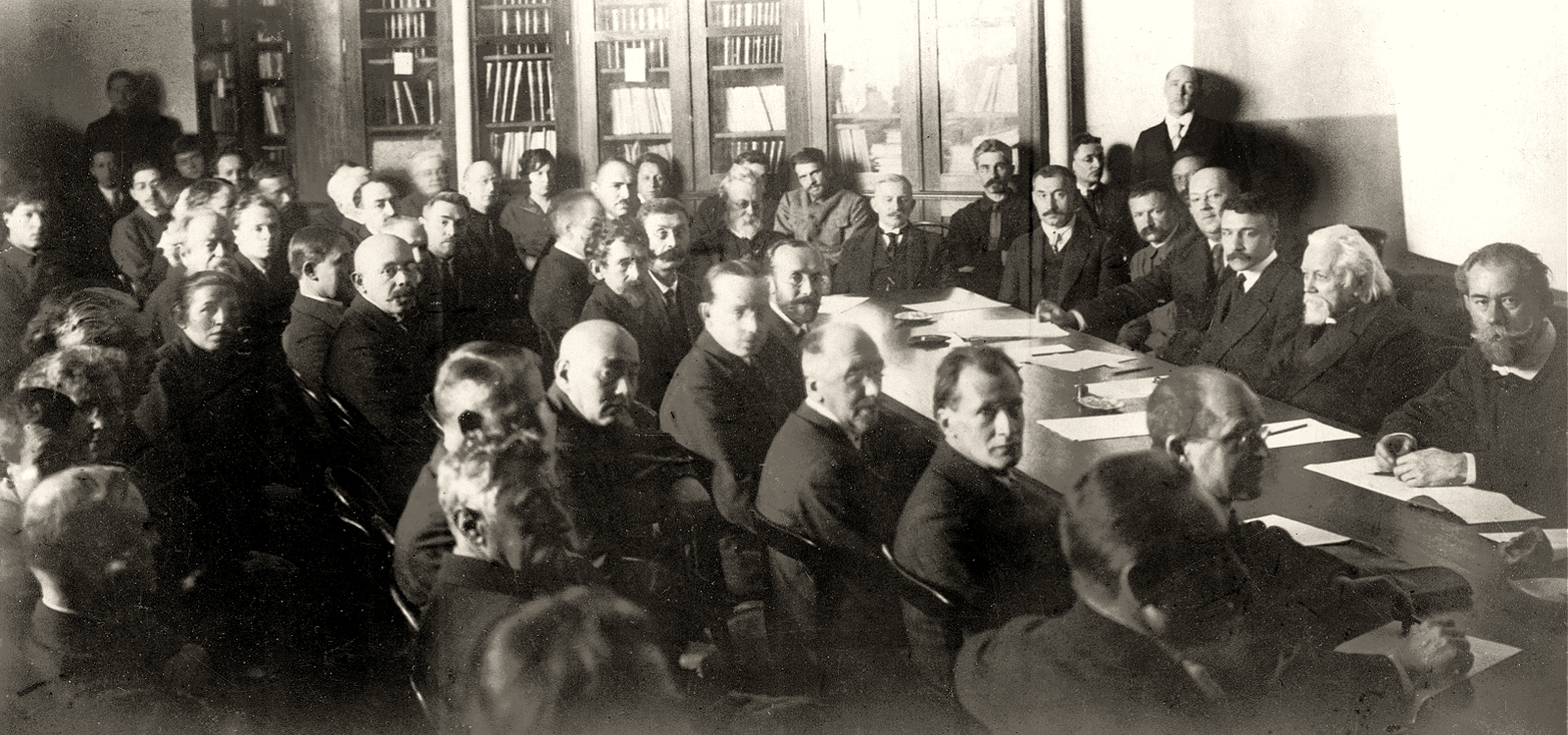
Первое Всесоюзное минералогическое совещание в Академии наук СССР (1-6 января 1927 года, Ленинград)

Общество организует научные конференции и конкурсы. Принимает участие в исследовательских экспедициях, осуществляет международные научные связи. При РМО насчитывается 25 отделений, действующих во всех крупных городах и научных центрах России.
Российское минералогическое общество является членом и одним из учредителей (Мадрид, 8 апреля 1958 г.) Международной минералогической ассоциации, объединяющей научные общества и ассоциации геолого-минералогического профиля из 37 стран мира. В апреле 1993 года РМО было принято в члены Европейского минералогического союза на Совете Е. М. С. в городе Страсбурге.

## Публикации Общества
Общество издает журнал «Записки Российского минералогического общества». С 2007 года избранные статьи журнала в переводе на английский язык публикуются в качестве специальных выпусков журнала «Geology of Ore Deposits».
Общество также публикует серийные сборники научных статей, среди них:
- Российское минералогическое общество глазами современников.